# Kristian Digby
Kristian Digby (Torquay, 24 de junho de 1977 – Newham, 1 de março de 2010) foi um diretor e apresentador de televisão inglês, conhecido por apresentar o programa To Buy or Not to Buy na BBC One. Morreu vítima de asfixiofilia.